# Statistiche e record del West Ham United Football Club
In questa pagina sono contenuti record e i dati statistici relativi al West Ham United Football Club.

## Classifica di presenze
I giocatori attualmente militanti nel West Ham sono in grassetto.
|    |                           | Giocatore          | Anni nel West Ham   | Presenze in Premier League | Presenze nelle leghe minori | Presenze in tornei in tempo di guerra | Presenze totali |
| -- | ------------------------- | ------------------ | ------------------- | -------------------------- | --------------------------- | ------------------------------------- | --------------- |
| 1  | Inghilterra (bandiera)    | Billy Bonds        | 1967-1988           | 549                        | 114                         |                                       | 793             |
| 2  | Inghilterra (bandiera)    | Frank Lampard Sr.  | 1967-1985           | 674                        |                             |                                       | 674             |
| 3  | Inghilterra (bandiera)    | Bobby Moore        | 1958-1974           | 646                        |                             |                                       | 646             |
| 4  | Inghilterra (bandiera)    | Trevor Brooking    | 1967-1984           | 635                        |                             |                                       | 635             |
| 5  | Inghilterra (bandiera)    | Alvin Martin       | 1977-1996           | 600                        |                             |                                       | 600             |
| 6  | Inghilterra (bandiera)    | Jimmy Ruffell      | 1921-1937           | 548                        |                             |                                       | 548             |
| 7  | Inghilterra (bandiera)    | Steve Potts        | 1985-2002           | 505                        |                             |                                       | 505             |
| =  | Inghilterra (bandiera)    | Vic Watson         | 1920-1935           | 505                        |                             |                                       | 505             |
| 9  | Inghilterra (bandiera)    | Geoff Hurst        | 1959-1972           | 502                        |                             |                                       | 502             |
| 10 | Inghilterra (bandiera)    | Jim Barrett        | 1924-1943           | 467                        |                             | 69                                    | 536             |
| 11 | Inghilterra (bandiera)    | Ken Brown          | 1952-1967           | 455                        |                             |                                       | 455             |
| 12 | Inghilterra (bandiera)    | Alan Devonshire    | 1976-1990           | 446                        |                             |                                       | 446             |
| 13 | Inghilterra (bandiera)    | Phil Parkes        | 1978-1990           | 436                        |                             |                                       | 436             |
| 14 | Scozia (bandiera)         | Ray Stewart        | 1979-1991           | 431                        |                             |                                       | 431             |
| 15 | Inghilterra (bandiera)    | John Bond          | 1951-1965           | 428                        |                             |                                       | 428             |
| 16 | Inghilterra (bandiera)    | Mark Noble         | 2004-2006/2007-2022 | 414                        | 64                          |                                       | 550             |
| 17 | Inghilterra (bandiera)    | Ernie Gregory      | 1939-1960           | 406                        |                             | 66                                    | 472             |
| 18 | Inghilterra (bandiera)    | Ted Hufton         | 1915-1932           | 402                        |                             | 54                                    | 456             |
| 19 | Inghilterra (bandiera)    | Tommy Taylor       | 1970-1979           | 396                        |                             |                                       | 396             |
| 20 | Cecoslovacchia (bandiera) | Luděk Mikloško     | 1990-1998           | 375                        |                             |                                       | 375             |
| 21 | Inghilterra (bandiera)    | Geoff Pike         | 1975-1987           | 372                        |                             |                                       | 372             |
| 22 | Inghilterra (bandiera)    | Tony Gale          | 1984-1994           | 367                        |                             |                                       | 367             |
| 23 | Inghilterra (bandiera)    | Martin Peters      | 1962-1970           | 364                        |                             |                                       | 364             |
| 24 | Inghilterra (bandiera)    | Tommy Yews         | 1923-1933           | 361                        |                             |                                       | 361             |
| 25 | Scozia (bandiera)         | John Dick          | 1953-1963           | 351                        |                             |                                       | 351             |
| 26 | Inghilterra (bandiera)    | Ronnie Boyce       | 1960-1972           | 339                        |                             |                                       | 339             |
| 27 | Inghilterra (bandiera)    | Jimmy Collins      | 1924-1936           | 336                        |                             |                                       | 336             |
| =  | Inghilterra (bandiera)    | Tony Cottee        | 1983-1988/1994-1996 | 336                        |                             |                                       | 336             |
| 29 | Inghilterra (bandiera)    | Julian Dicks       | 1988-1993/1994-1998 | 315                        |                             |                                       | 315             |
| =  | Inghilterra (bandiera)    | Malcolm Musgrove   | 1953-1963           | 315                        |                             |                                       | 315             |
| 31 | Inghilterra (bandiera)    | Dick Walker        | 1934-1953           | 311                        |                             | 108                                   | 419             |
| 32 | Inghilterra (bandiera)    | Andy Malcolm       | 1953-1962           | 306                        |                             |                                       | 306             |
| 33 | Inghilterra (bandiera)    | Pat Holland        | 1969-1981           | 303                        |                             |                                       | 303             |
| =  | Inghilterra (bandiera)    | John McDowell      | 1970-1979           | 303                        |                             |                                       | 303             |
| 35 | Inghilterra (bandiera)    | George Parris      | 1984-1993           | 300                        |                             |                                       | 300             |
| 36 | Inghilterra (bandiera)    | Ian Bishop         | 1989-1998           | 299                        |                             |                                       | 299             |
| 37 | Inghilterra (bandiera)    | Albert Cadwell     | 1923-1933           | 297                        |                             |                                       | 297             |
| 38 | Inghilterra (bandiera)    | Tim Breacker       | 1990-1999           | 289                        |                             |                                       | 289             |
| 39 | Scozia (bandiera)         | Bobby Ferguson     | 1967-1980           | 276                        |                             |                                       | 276             |
| 40 | Inghilterra (bandiera)    | Jackie Morton      | 1931-1939           | 275                        |                             |                                       | 275             |
| =  | Inghilterra (bandiera)    | Terry Woodgate     | 1938-1953           | 275                        |                             | 82                                    | 357             |
| 42 | Inghilterra (bandiera)    | Stan Earle         | 1924-1932           | 273                        |                             |                                       | 273             |
| 43 | Inghilterra (bandiera)    | John Sissons       | 1962-1970           | 265                        |                             |                                       | 265             |
| 44 | Irlanda (bandiera)        | Noel Cantwell      | 1952-1960           | 263                        |                             |                                       | 263             |
| =  | Inghilterra (bandiera)    | Kevin Keen         | 1986-1993           | 263                        |                             |                                       | 263             |
| 46 | Inghilterra (bandiera)    | Joe Cockroft       | 1932-1941           | 261                        |                             | 32                                    | 293             |
| 47 | Inghilterra (bandiera)    | George Kay         | 1916-1926           | 259                        |                             | 23                                    | 282             |
| 48 | Inghilterra (bandiera)    | Malcolm Allison    | 1951-1957           | 255                        |                             |                                       | 255             |
| =  | Inghilterra (bandiera)    | Bryan 'Pop' Robson | 1970-1974/1976-1979 | 255                        |                             |                                       | 255             |
| 50 | Inghilterra (bandiera)    | Len Goulden        | 1933-1945           | 253                        |                             | 197                                   | 450             |
| 51 | Inghilterra (bandiera)    | Mervyn Day         | 1973-1979           | 237                        |                             |                                       | 237             |
| =  | Inghilterra (bandiera)    | Fred Blackburn     | 1905-1913           | 237                        |                             |                                       | 237             |

## Classifica di reti
I giocatori attualmente militati nel West Ham sono in grassetto.
|    |                        | Giocatore          | Anni nel West Ham   | Gol in Premier League | Gol nelle leghe minori | Gol in tempo di guerra | Gol totali | Gol per partita |
| -- | ---------------------- | ------------------ | ------------------- | --------------------- | ---------------------- | ---------------------- | ---------- | --------------- |
| 1  | Inghilterra (bandiera) | Vic Watson         | 1920-1935           | 326                   |                        |                        | 326        | 65%             |
| 2  | Inghilterra (bandiera) | Geoff Hurst        | 1959-1972           | 252                   |                        |                        | 252        | 50%             |
| 3  | Scozia (bandiera)      | John Dick          | 1953-1963           | 166                   |                        |                        | 166        | 47%             |
| =  | Inghilterra (bandiera) | Jimmy Ruffell      | 1921-1937           | 166                   |                        |                        | 166        | 30%             |
| 5  | Inghilterra (bandiera) | Tony Cottee        | 1983-1988/1994-1996 | 146                   |                        |                        | 146        | 43%             |
| 6  | Inghilterra (bandiera) | Johnny Byrne       | 1961-1967           | 107                   |                        |                        | 107        | 52%             |
| 7  | Inghilterra (bandiera) | Bryan 'Pop' Robson | 1970-1974/1976-1979 | 104                   |                        |                        | 104        | 41%             |
| 8  | Inghilterra (bandiera) | Trevor Brooking    | 1967-1984           | 102                   |                        |                        | 102        | 16%             |
| 9  | Inghilterra (bandiera) | Malcolm Musgrove   | 1953-1963           | 100                   |                        |                        | 100        | 32%             |
| =  | Inghilterra (bandiera) | Martin Peters      | 1962-1970           | 100                   |                        |                        | 100        | 27%             |
| 11 | Inghilterra (bandiera) | David Cross        | 1977-1982           | 97                    |                        |                        | 97         | 43%             |
| 12 | Scozia (bandiera)      | Ray Stewart        | 1979-1991           | 84                    |                        |                        | 84         | 19%             |
| 13 | Inghilterra (bandiera) | Syd Puddefoot      | 1912-1921/1931-1933 | 72                    | 35                     | 100                    | 207        | 67%             |
| 14 | Inghilterra (bandiera) | Trevor Morley      | 1989-1995           | 70                    |                        |                        | 70         | 33%             |
| 15 | Inghilterra (bandiera) | Paul Goddard       | 1980-1987           | 69                    |                        |                        | 69         | 33%             |
| 16 | Inghilterra (bandiera) | Vivian Gibbins     | 1923-1932           | 63                    |                        |                        | 63         | 46%             |
| 17 | Inghilterra (bandiera) | Julian Dicks       | 1988-1993/1994-1998 | 61                    |                        |                        | 61         | 19%             |
| =  | Inghilterra (bandiera) | Bill Robinson      | 1948-52             | 61                    |                        |                        | 61         | 58%             |
| 19 | Scozia (bandiera)      | Frank McAvennie    | 1985-1987/1989-1992 | 60                    |                        |                        | 60         | 31%             |
| 20 | Inghilterra (bandiera) | Billy Bonds        | 1967-1988           | 59                    |                        |                        | 59         | 7%              |
| 21 | Bermuda (bandiera)     | Clyde Best         | 1969-1976           | 58                    |                        |                        | 58         | 27%             |
| =  | Inghilterra (bandiera) | Stan Earle         | 1924-1932           | 58                    |                        |                        | 58         | 21%             |
| 23 | Inghilterra (bandiera) | Jackie Morton      | 1931-1939           | 57                    |                        |                        | 57         | 21%             |
| 24 | Inghilterra (bandiera) | Len Goulden        | 1933-1945           | 55                    |                        | 77                     | 132        | 29%             |
| =  | Inghilterra (bandiera) | Marlon Harewood    | 2003-2007           | 55                    |                        |                        | 55         | 34%             |
| 26 | Inghilterra (bandiera) | Jim Barrett, Sr.   | 1924-1943           | 53                    |                        | 15                     | 68         | 13%             |
| =  | Inghilterra (bandiera) | John Sissons       | 1962-1970           | 53                    |                        |                        | 53         | 20%             |
| 28 | Inghilterra (bandiera) | Terry Woodgate     | 1938-1953           | 52                    |                        | 22                     | 74         | 21%             |
| 29 | Italia (bandiera)      | Paolo Di Canio     | 1999-2003           | 51                    |                        |                        | 51         | 40%             |
| =  | Inghilterra (bandiera) | Tommy Yews         | 1923-1933           | 51                    |                        |                        | 51         | 14%             |
| 31 | Inghilterra (bandiera) | Billy Dare         | 1954-1959           | 49                    |                        |                        | 49         | 41%             |
| =  | Inghilterra (bandiera) | Vic Keeble         | 1957-1960           | 49                    |                        |                        | 49         | 61%             |
| 33 | Inghilterra (bandiera) | Billy Moore        | 1922-1929           | 48                    |                        |                        | 48         | 24%             |
| 34 | Inghilterra (bandiera) | Mark Noble         | 2004-2006/2007-2022 | 47                    | 8                      |                        | 62         | 11%             |
| 35 | Inghilterra (bandiera) | Harry Hooper       | 1950-1956           | 44                    |                        |                        | 44         | 34%             |
| 36 | Inghilterra (bandiera) | Peter Brabrook     | 1962-1968           | 43                    |                        |                        | 43         | 20%             |
| =  | Inghilterra (bandiera) | Stan Foxall        | 1934-1945           | 43                    |                        | 62                     | 105        | 41%             |
| 38 | Inghilterra (bandiera) | Jermain Defoe      | 2000-2003           | 41                    |                        |                        | 41         | 21%             |
| =  | Inghilterra (bandiera) | Geoff Pike         | 1975-1987           | 41                    |                        |                        | 41         | 11%             |
| 40 | Inghilterra (bandiera) | Carlton Cole       | 2006-2013/2013-2015 | 40                    | 15                     |                        | 67         | 23%             |
| 41 | Inghilterra (bandiera) | Brian Dear         | 1962-1969/1970      | 39                    |                        |                        | 39         | 46%             |
| =  | Inghilterra (bandiera) | Billy Jennings     | 1974-1979           | 39                    |                        |                        | 39         | 31%             |
| =  | Inghilterra (bandiera) | Sam Small          | 1936-1948           | 39                    |                        | 73                     | 112        | 36%             |
| =  | Inghilterra (bandiera) | Bobby Zamora       | 2004-               | 39+                   |                        |                        | 39+        | ??%             |
| 45 | Inghilterra (bandiera) | Trevor Sinclair    | 1998-2003           | 38                    |                        |                        | 38         | 19%             |
| 46 | Inghilterra (bandiera) | Frank Lampard Jr.  | 1996-2001           | 37                    |                        |                        | 37         | 20%             |
| 47 | Inghilterra (bandiera) | Alan Taylor        | 1974-1979           | 36                    |                        |                        | 36         | 30%             |
| 48 | Inghilterra (bandiera) | Martin Allen       | 1989-1996           | 35                    |                        |                        | 35         | 16%             |
| =  | Inghilterra (bandiera) | John Bond          | 1951-1965           | 35                    |                        |                        | 35         | 8%              |
| =  | Inghilterra (bandiera) | Eric Parsons       | 1943-1950           | 35                    |                        | 1                      | 36         | 24%             |